# Lorenzo Aragón
Lorenzo Aragón Armenteros (Santa Isabel de las Lajas; 1974. április 28. –) olimpiai ezüstérmes és kétszeres amatőr világbajnok kubai ökölvívó.

## Eredményei
- 1992-ben junior világbajnok légsúlyban.
- 1996-ban az olimpián  pehelysúlyban indult. A negyeddöntőben szoros pontozással (12–11) kikapott a későbbi profi világbajnok amerikai Floyd Mayweathertől.
- 2001-ben világbajnok váltósúlyban.
- 2003-ban világbajnok váltósúlyban.
- 2003-ban aranyérmes a pánamerikai játékokon váltósúlyban.
- 2004-ben ezüstérmes az olimpián. A döntőben a kazak Baktijar Artajevtől szenvedett vereséget.